# Pfarrkirche Hetzendorf

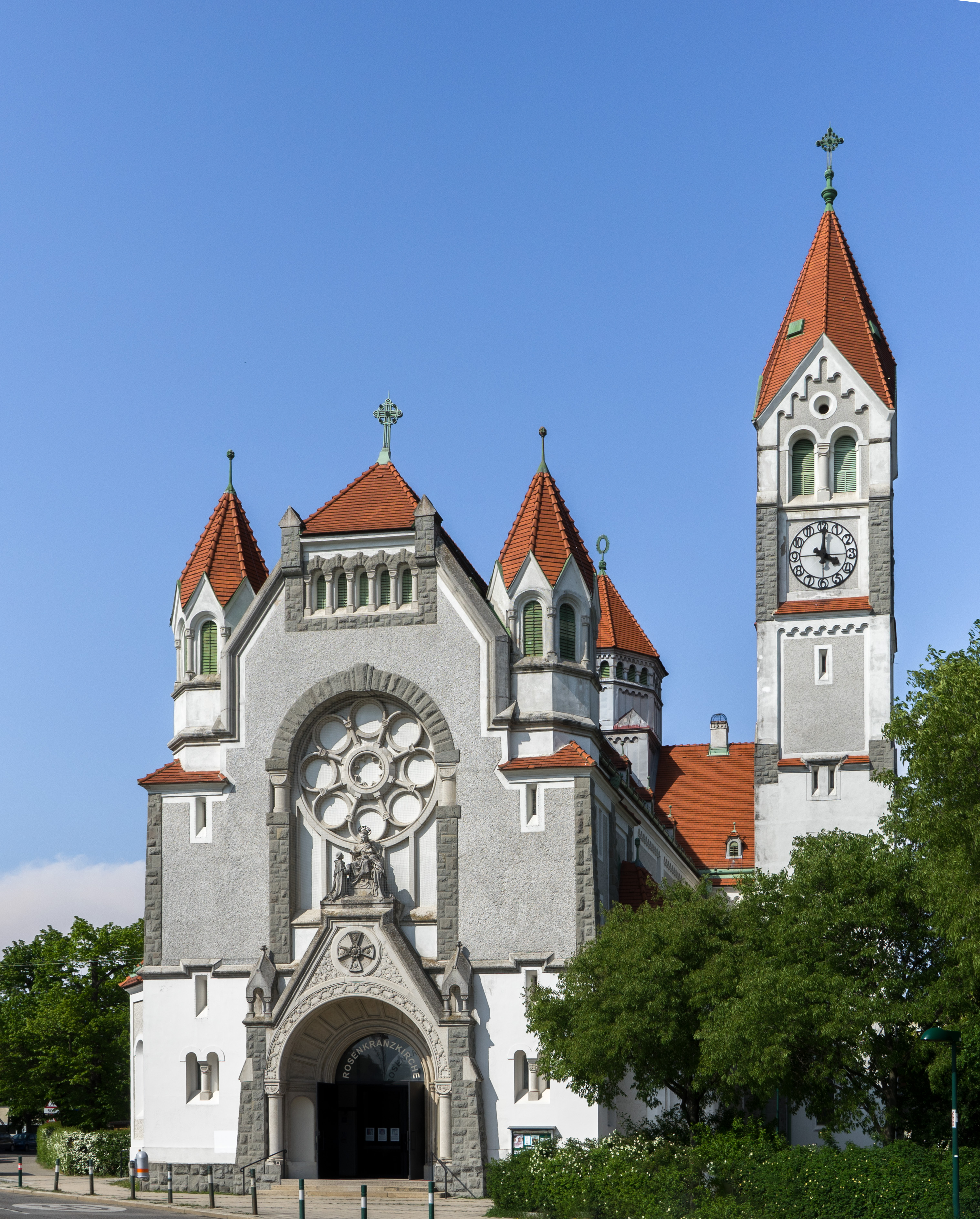
Pfarrkirche Hetzendorf

Die Pfarrkirche Hetzendorf (Maria, der Königin des hochheiligen Rosenkranzes, daher auch Rosenkranzkirche) ist eine römisch-katholische Pfarrkirche im Bezirksteil Hetzendorf im 12. Wiener Gemeindebezirk Meidling am Marschallplatz 6.

## Geschichte
Der Ort Hetzendorf gehörte ursprünglich zur Pfarre Atzgersdorf. 1783 erhielt Hetzendorf die kirchliche Selbstständigkeit; als Pfarrkirche diente die Kapelle im Schloss Hetzendorf.

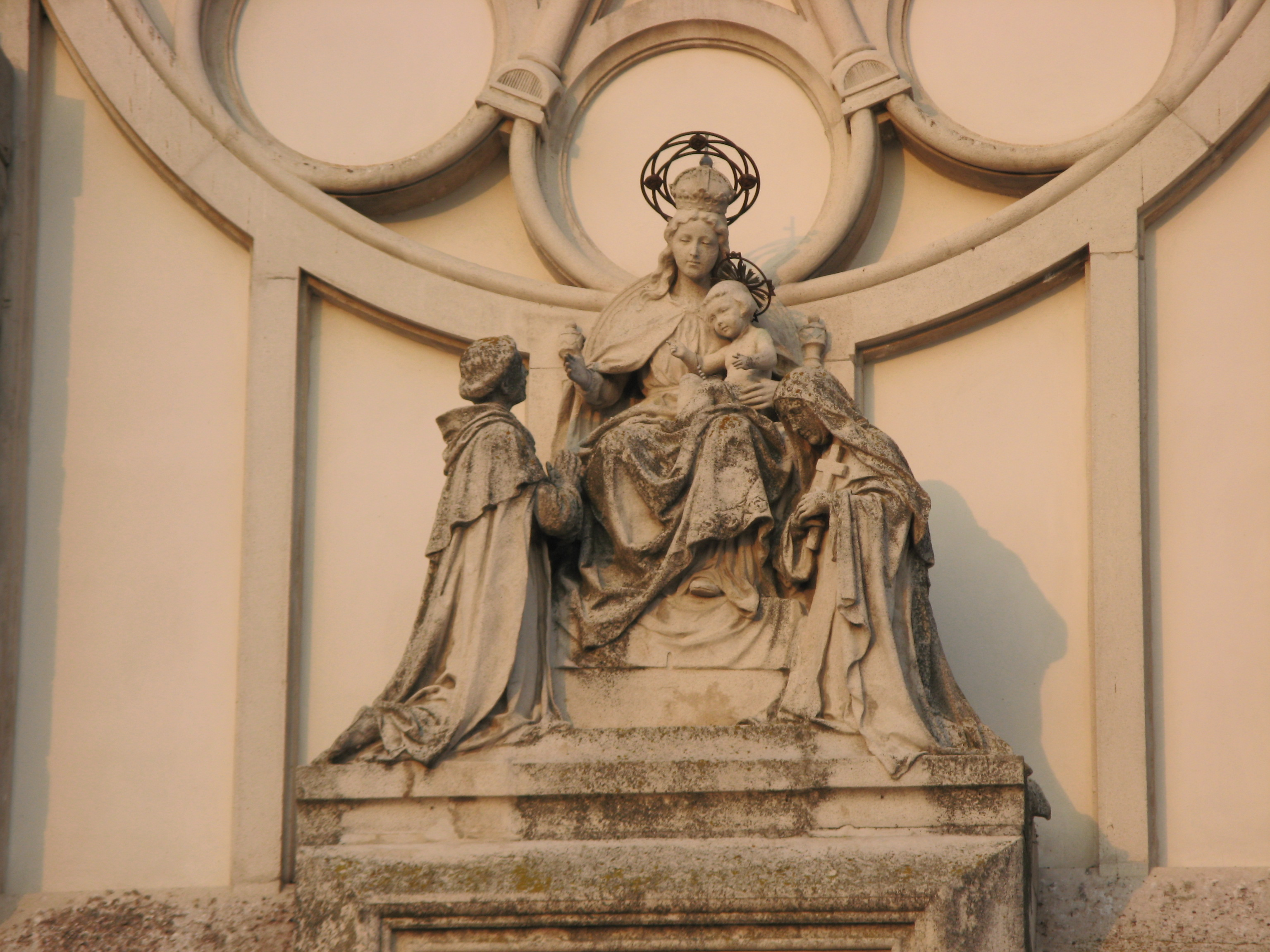
Figurengruppe an der südlichen Fassade

Nachdem die Bevölkerung im Laufe des 19. Jahrhunderts stark zugenommen hatte, entschloss man sich zum Bau einer neuen Kirche, deren Kosten vom Allgemeinen und vom Hetzendorfer Kirchenbauverein getragen wurden. Diese wurde nach Plänen der in Bürogemeinschaft arbeitenden Architekten Hubert Gangl und Eugen Felgel in den Jahren 1908/1909 errichtet. Die Innenausstattung stammte vom Holzbildhauer Franz Zelezny. 1909 übertrug die Erzdiözese Wien die Pfarrrechte von der Hetzendorfer Schlosskirche hierher; die Weihe erfolgte durch Weihbischof Godfried Marschall. (Seit 1911 ist der Kirchenplatz nach ihm benannt, vorher hieß er Rosenkranzplatz.)
Während des Zweiten Weltkrieges suchten die Menschen vor Bombenangriffen in der Kirche Schutz. Am 17. Oktober 1944 wurde die Kirche aber schwer getroffen und beschädigt, 16 Schutzsuchende starben. 1949 erfolgte der teilweise Wiederaufbau.
Da die ursprüngliche Innenausstattung, die aus reichem historistischem Dekor und in den Gewölben aus Rosendarstellungen bestand, zerstört war, entspann sich nach dem Krieg eine heftige Debatte, in welcher Weise die Kirche wiederhergestellt werden sollte. Es kristallisierten sich schließlich zwei Hauptoptionen heraus: eine – von der Mehrheit der Kirchengemeinde gewünschte – Restaurierung im traditionellen Sinn oder eine „purifizierende Neuinterpretation“, wie sie, mit Unterstützung von Monsignore Otto Mauer, von Pfarrer Joseph Ernst Mayer gefordert wurde.
Mayer, der wie Mauer aus dem Bund Neuland kam und Anhänger der Liturgiereform war, schrieb rückblickend: Aller unechte Zierat wurde entfernt und der Raum auf große, einfache, feierliche Formen und Linien gebracht. Dieses Konzept begegnete allerdings erbittertem Widerstand, sowohl in der Pfarrgemeinde als auch auf der Ebene der Diözese. 1954 wurde der Diözesankunstrat mit der Kontroverse befasst, und im Dezember 1954 kam es zu einer Aussprache bei Erzbischof Kardinal Theodor Innitzer, der 1955 starb.

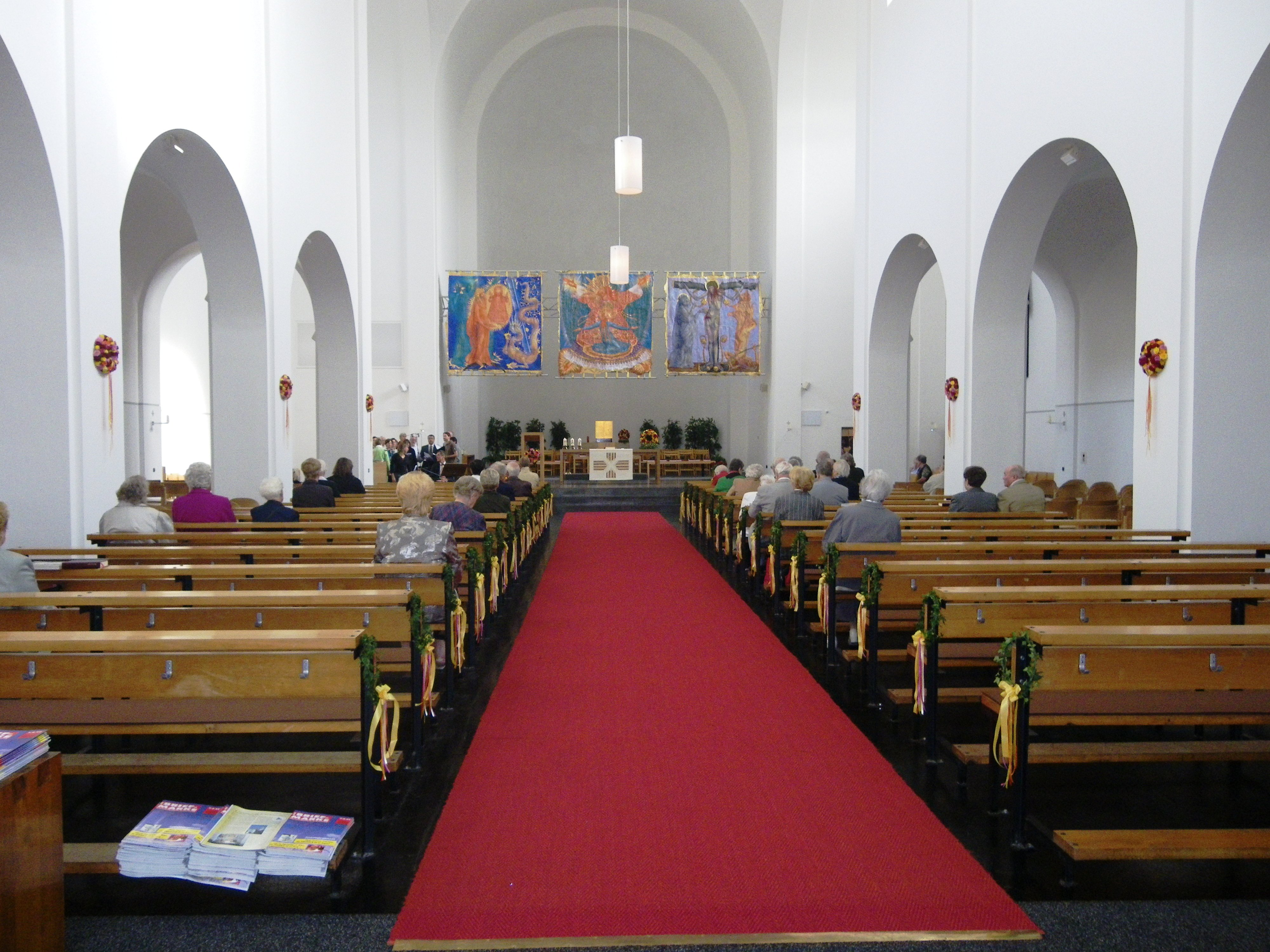
Innenraum mit den Bildern von Ernst Fuchs

In einem langen und heftig geführten Streit konnten sich schließlich die Anhänger der purifizierenden Neugestaltung durchsetzen. Der 1956 erstellte Entwurf von Friedrich Achleitner und Johann Georg Gsteu wurde im April 1957 von Innitzers Nachfolger, Erzbischof Franz König, bewilligt und unter Leitung der beiden Architekten bis 1958 realisiert.
In der Architekturgeschichte wird auch ein Entwurf der Arbeitsgruppe 4 kommuniziert, der nach Hermann Czech radikaler modern war, diese Wirkung aber durch nichtkonstruktive, scheinbar massive Raumbegrenzungen erzielt hätte. Die Arbeitsgruppe 4 sei dem Problem, so Czech, damals ausgewichen und hatte den ursprünglich ihr zugedachten Auftrag an Achleitner und Gsteu abgetreten.
1960 erhielt die Kirche als wesentliches Schmuckelement das 1958 / 1959 entstandene Triptychon Die Geheimnisse des hochheiligen Rosenkranzes (drei frei hängende Gemälde auf Ziegenhäuten gemalt) des österreichischen Malers Ernst Fuchs. 1979 wurden diese von einem von Hetzschriften gegen das Triptychon geleiteten Mann schwer beschädigt. Nach der Restaurierung 1989/1990 durch den Restaurator Donald Corcoran und seine Frau wurden sie wieder in der Kirche aufgehängt.
1982 wurde die Krypta für Gottesdienste adaptiert. Von April bis Oktober 2008 wurde das Innere der Kirche renoviert. Die technischen Anlagen (Licht und Ton) sowie die Orgel wurden vollkommen erneuert. Pfarrer der Kirche war von September 1979 bis August 2010 Hans Bensdorp. Dr. Karol Giedrojc war von September 2010 bis August 2020 Pfarrmoderator. Seit September 2020 ist die Stelle vakant. Interimistisch leitet Mag. Mikolaj Nawotka die Pfarre als Provisor.

## Baubeschreibung

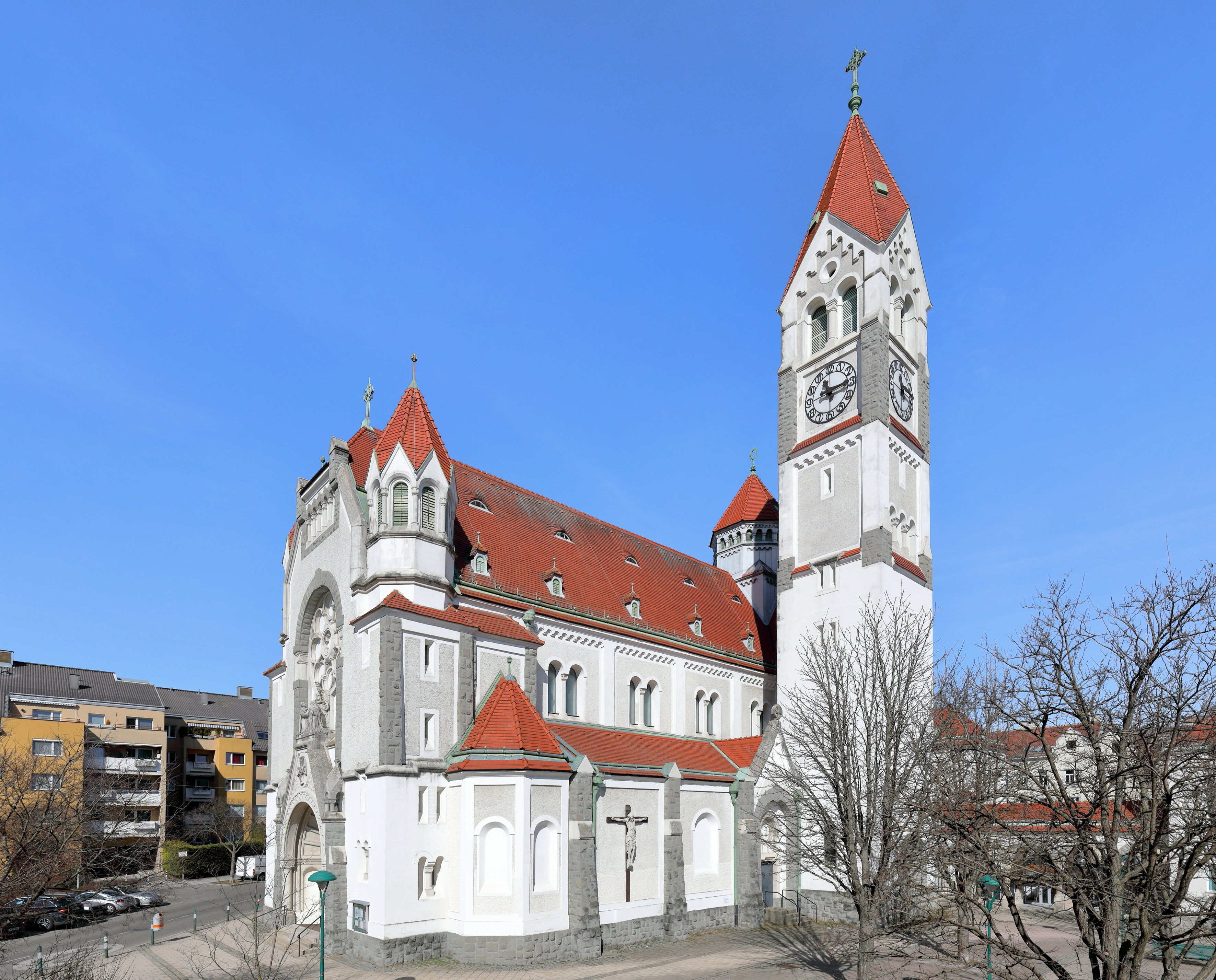
Südansicht der Pfarrkirche

Die Kirche wurde als mächtiger, freistehender Bau im neuromanischen Stil einer „Gottesburg“ mit sezessionistischen Jugendstilelementen errichtet. Die Kirche ist nahezu an der Nord-Süd-Achse ausgerichtet, mit dem Haupttor von Süden her und der Apsis im Norden. An der Ostseite schließt der Glockenturm in fast doppelter Giebelhöhe mit weithin sichtbarer Turmuhr an das Querschiff an.
Das Äußere wirkt mit einem kleinen Turm über der Vierung und zwei mit Spitzhelm bekrönten Polygonaltürmchen über der südlichen Giebelfassade reich gegliedert. Das Portal des Haupttors ist durch einen Wimperg und eine Figurengruppe der Madonna mit Kind neben den Heiligen Dominikus und Katharina bekrönt. Die Kirche ist durch Arkaden mit dem östlich gelegenen Pfarrhof verbunden, der Merkmale des Heimatstils aufweist.
Das Innere der Kirche weist die Form einer dreischiffigen Basilika auf. Der Raum ist heute auf die kahle Raumstruktur reduziert, in der halbrunden Apsis wurden die Fenster vermauert. Der Boden ist asphaltiert.
Die Einrichtung besteht in der Hauptsache aus drei Gemälden von Ernst Fuchs, die die Geheimnisse des Freudenreichen, Schmerzhaften und Glorreichen Rosenkranzes darstellen. Die Bilder, die unmittelbar hinter dem geringfügig erhöhten Volksaltar (ein schlichter Tisch) auf metallenen Trägern angebracht sind, trennen optisch den Hauptraum der Kirche von der hinter ihnen liegenden Apsis. Außerdem befindet sich in der Kirche ein großes Holzkruzifix von Peter Sellemond aus dem Jahr 1933, das ehemals in der Elisabethkirche im 4. Bezirk hing. Von der ursprünglichen Ausstattung ist noch eine Marienfigur auf der Weltkugel von Franz Zelezny übriggeblieben. Die Kirchenbänke sind modern.